# Alchornea cordifolia
Alchornea cordifolia es una especie de arbusto o pequeño árbol perteneciente a la familia de las euforbiáceas. Está distribuido por el África tropical. 

## Descripción
Es un arbusto trepador. Las hojas son ovaladas, con el borde aserrado, el peciolo corto y poseen unas glándulas en las axilas de los nervios basales. Las inflorescencias de color blanco verdosas están reunidas en un pequeño racimo colgante. Los frutos son verdosos, con dos cápsulas y dos estilos, persistentes.

## Propiedades
Es una de las plantas en las que se colocan trampas para palomas ya que el fruto las atrae. Se utiliza en medicina tradicional para el tratamiento de multitud de afecciones digestivas, respiratorias, fiebres, conjuntivitis, heridas, dolores de muelas, etc. También se obtiene tinte negro de la planta y las semillas.
Es conocido y ampliamente utilizado como un antiinflamatorio.
La planta se utiliza en la medicina tradicional africana. Las hojas, raíces y corteza del tronco contienen terpenos, glucósidos esteroides, flavonoides, taninos, saponinas, los carbohidratos y los alcaloides imidazopirimidina alchorneina, alchornidina y varios alcaloides guanidina. Las hojas también contienen una gama de ácidos hidroxibenzoico: ácido gálico y su éster etílico, ácido gentísico, ácido antranílico (vitamina L1) y ácido protocatéquico , y también ácido elágico (alizarina amarilla). Un homólogo C20 de ácido vernólico, llamado alchornoic ácido , se puede encontrar en el aceite de semilla.

## Taxonomía
Alchornea cordifolia fue descrita por Johannes Müller Argoviensis y publicado en Linnaea 34: 170. 1865.
Sinonimia
- Cacoucia cordifolia (Schumach. & Thonn.) Walp.
- Schousboea cordifolia basónimo
- Alchornea cordata[3]